# مگنولیا (فیلم)
مَگنولیا (به انگلیسی: Magnolia) یک فیلم حماسی درام آمریکایی محصول سال ۱۹۹۹ به نویسندگی و کارگردانی پل توماس اندرسن است. از بازیگران این فیلم می‌توان به جرمی بلکمن، تام کروز، ملیندا دیلون، فیلیپ بیکر هال، فیلیپ سیمور هافمن، ریکی جی، ویلیام اچ میسی، آلفرد مولینا، جولیان مور، جان سی ریلی، جیسون روباردز و ملورا والترز اشاره کرد.
این فیلم توسط منتقدان تحسین شده‌است و تام کروز برای جایزه اسکار بهترین بازیگر نقش مکمل مرد در هفتاد و دومین دوره جوایز اسکار نامزد شده‌بود و در سال ۲۰۰۰ جایزه گلدن گلوب در این رده را کسب کرد. همچنین این فیلم در جشنواره بین‌المللی فیلم برلین برندهٔ خرس طلایی شد.